# Chaetodipus
Chaetodipus är ett släkte av däggdjur. Chaetodipus ingår i familjen påsmöss. Arterna lever i södra USA och i Mexiko.

## Beskrivning
Dessa gnagare når en kroppslängd (huvud och bål) av 8 till 13 cm och en svanslängd av 7,5 till 15 cm. Vikten ligger mellan 15 och 50 gram. Pälsen har på ryggen en grå till gulbrun färg och buken är vitaktig. Håren liknar mer borstar och är inte lika mjuk som hos fickspringmöss (Perognathus), som tillhör samma underfamilj.
I levnadssättet liknar arterna fickspringmöss men vissa arter har sina särdrag. Habitatet varierar därför mellan klippiga bergstrakter, gräsmarker, buskmarker och halvöknar. Liksom fickspringmöss håller de ingen vinterdvala men vid kallt väder faller de i ett stelt tillstånd (torpor). Födan utgörs av frön och andra växtdelar som individerna lagrar före vintern i boet.
Varje djur bygger ett tunnelsystem som det försvarar mot artfränder. Vanligen sker parningen under våren men hos arter i varma regioner kan honor para sig hela året. I varma områden föds ofta mer än en kull per år. Dräktigheten varar 23 eller 24 och antalet ungar varierar mellan en och åtta, oftast fyra. Efter 3,5 veckor börjar ungdjur med fast föda. Den äldsta individen i fångenskap blev lite över 8 år gammal.
De flesta arter är inte hotade i beståndet. IUCN listar Chaetodipus lineatus med kunskapsbrist (DD), Chaetodipus dalquesti som sårbar (VU), Chaetodipus goldmani som nära hotad (NT) och alla andra som livskraftig (LC).

## Systematik
Arter enligt Catalogue of Life:
- Chaetodipus arenarius
- Chaetodipus artus
- Chaetodipus baileyi
- Chaetodipus californicus
- Chaetodipus eremicus
- Chaetodipus fallax
- Chaetodipus formosus
- Chaetodipus goldmani
- Chaetodipus hispidus
- Chaetodipus intermedius
- Chaetodipus lineatus
- Chaetodipus nelsoni
- Chaetodipus penicillatus
- Chaetodipus pernix
- Chaetodipus spinatus

Wilson & Reeder (2005) listar ytterligare 2 arter i släktet, Chaetodipus dalquesti och Chaetodipus rudinoris.